# Solitaire kamao
Myadestes myadestinus
Pour les articles homonymes, voir Myadestes.
Espèce
Statut de conservation UICN

 EX  : Éteint
Le Solitaire kamao (Myadestes myadestinus) est une espèce éteinte de passereaux de la famille des Turdidae.

## Description
Son plumage est brun et gris, et il n'a pas l'anneau oculaire blanc de M. palmeri.

## Répartition
Cet oiseau était endémique de l'île Kauai dans l'Ouest de l'archipel hawaïen.

## Extinction
Les maladies véhiculées par l'introduction de moustiques ainsi que la destruction et la dégradation des forêts sont probablement les principales causes de son extinction. L'avancée des porcs sauvages à travers les forêts vierges des hautes terres a dégradé son habitat et facilité la propagation des moustiques. La concurrence avec les oiseaux et les prédateurs introduits peut également avoir joué un rôle. Privé de forêts de basse altitude, le kamao a également été exposé aux dommages causés par les ouragans dans les hautes terres, qui ont gravement perturbé des parties de la forêt indigène et permis la germination et l'expansion de mauvaises herbes nuisibles. De nouveaux invertébrés exotiques comme la Cicadelle à deux points (Sophonia rufofascia) peuvent dévaster de nombreuses plantes alimentaires du régime du kamao.
Il a été aperçu pour la dernière fois en 1985.

## Systématique
Le nom valide complet (avec auteur) de ce taxon est Myadestes myadestinus (Stejneger, 1887).
L'espèce a été initialement classée dans le genre Phaeornis sous le protonyme Phaeornis myadestina Stejneger, 1887,.
Ce taxon porte en français le nom vernaculaire ou normalisé suivant : Solitaire kamao.
Myadestes myadestinus a pour synonyme :  
- Phaeornis myadestina Stejneger, 1887

## Publication originale
- (en) Leonhard Stejneger, « Birds of Kauai Island, Hawaiian Archipelago, collected by Mr. Valdemar Knudsen, with descriptions of new species », Proceedings of the United States National Museum, Washington, Inconnu, vol. 10, no 609,‎ 1887, p. 75–102 (ISSN 0096-3801 et 2377-6560, OCLC 1259735, DOI 10.5479/SI.00963801.10-609.75, lire en ligne).